# Château de Beauval
Pour les articles homonymes, voir Beauval.
Le château de Beauval est un château situé sur la commune de Bassens, en Gironde.

## Historique
Le château de Beauval aurait été construit au XVe siècle par le fils de Jean de Beauval.
Vers 1649, le duc d'Epernon y aurait séjourné.
Il passa à la famille de Conilhy, qui le reconstruit à partir de 1725.
En 1857, il est acquis par l'armateur bordelais Hubert Prom qui le remania en 1861[réf. souhaitée] et qui fera construire une éolienne Bollée de 23 mètres de haut chargée de pomper l'eau du puits pour la stocker dans un réservoir.
Depuis 1991, il est la propriété de la municipalité de Bassens.[réf. nécessaire]